# 森田一成
森田 一成（もりた いっせい、1989年8月4日 - ）は、岡山県岡山市出身の元プロ野球選手（内野手）、少年野球指導者。右投左打。Links野球教室代表。

## 経歴

### プロ入り前
小1の時にソフトボールを始め、小3からは軟式野球を始める。関西高校に進み、1年秋からレギュラーに座ったものの、この年の岡山県大会決勝で右肩を脱臼し、手術。この影響で当初は代打での出場が多かった。2年春・2年夏・3年春と3度の甲子園出場。3年春の大会ではベスト8に進出した。3年夏は甲子園出場はならなかったものの、県大会で3本塁打を放つ活躍を見せ、高校通算本塁打は25本。
当時阪神のシニアディレクターで、森田の長打力を高く評価した星野仙一の推薦もあり、2007年の高校生ドラフトで阪神より3巡目指名を受け入団。背番号は64となった。

### プロ入り後
2008年シーズン後、右肩の古傷の影響から保留選手名簿から外され、2009年は育成選手としての契約になった。背番号は、122に変更。9月16日のウエスタン・リーグ対中日ドラゴンズ戦に6番・一塁でスタメン出場し、1点ビハインドの6回、菊地正法からバックスクリーンを超える推定飛距離140メートルの特大の同点ソロ本塁打を打ち、二軍でのプロ初本塁打を記録。
2010年7月20日、支配下選手に再登録。背番号は69に変更。フレッシュオールスターゲームにも出場した。10月5日から26日までの期間、宮崎県で開催されたフェニックス・リーグに参加。4本の本塁打を打ち、本塁打数で全参加選手中3位タイの成績であった。
2011年は初めて春季キャンプで一軍に抜擢された。開幕は二軍で迎えたものの、6月に二軍監督の吉竹春樹からの助言で変更した打撃フォームが功を奏して調子を上げ、7月から二軍戦で4番に座るようになった。その後4番でスタメン出場した10試合で打率.305と好調を続け、7月26日に初の一軍昇格を果たした。昇格当日の対中日戦（阪神甲子園球場）で5回に代打で初出場し、その打席で2点本塁打を放った。初打席で本塁打を放ったのは日本プロ野球史上51人目で、平成生まれ及び阪神の選手としては史上初の記録となった（阪神の選手としても平成生まれで初の本塁打）。また代打でのプロ初打席本塁打は史上13人目の記録であった。さらに、この本塁打で阪神タイガースの選手として300人目の本塁打達成者となった。その後、8月7日に鶴直人との入れ替えで2軍降格するも、8月23日の試合で負傷したクレイグ・ブラゼルに代わって8月24日に一軍に昇格する。8月25日の対読売ジャイアンツ戦 (東京ドーム)で、7番・一塁手で一軍初スタメン出場した。
2012年は主に二軍での出場機会となった。二軍では89試合に出場し、打率.277、77安打、3本塁打、27打点をマークする。そして9月17日に一軍初昇格を果たすと、9月23日の対中日戦でシーズン初タイムリーを放ち、お立ち台に上がった。
2013年には、ウエスタン・リーグで本塁打王（16本）・打点王（69打点）のタイトルを獲得。一軍定着までには至らなかったものの、シーズン終盤には一塁手として公式戦のスタメンに起用されている。
2014年は一軍での出場機会はなく、10月28日に戦力外通告を受けた。ウエスタンでの成績は84試合に出場し、59安打に7本塁打をマークし、打率は.273だった。11月9日に静岡・草薙球場で行われた12球団合同トライアウトに参加し、バックスクリーンへの本塁打を含む5打数3安打1四球と結果を出したが、オファーはなく引退。12月2日、自由契約公示された。

### 現役引退後
2015年5月からアメリカへ留学。カリフォルニア州立大学付属の語学学校・フレズノ校で英語を学んだ。日本への帰国後に会社への勤務を一時経験したが、野球への思いを断ちがたく、退社を経て2016年に岡山市へ帰郷した。
2017年2月から、岡山市南区に「Links野球教室」を開講。小・中学生や大人を対象に個別指導を実施しているほか、プロ野球のオフシーズンには、現役生活を続けている阪神時代のチームメイト（原口文仁など）を小・中学生相手の臨時コーチに招いている。
「Links野球教室」の運営と並行しながら、2017年4月に朝日医療大学校へ入学。2020年3月には柔道整復師の国家試験を受けたが、合格に至らなかったため、鍼灸師の国家資格も取得すべく内部進学で技術の研鑽を積んでいる。
2021年には、阪神球団が「タイガースアカデミー　ベースボールスクール」（小・中学生が対象の野球教室）の岡山校を出身の関西高校グラウンドで開講することに伴って、1月から岡山校の初代専属コーチを務める。

## プレースタイル
ドラフトでの指名を後押しした星野から「松井秀喜や中田翔よりも打球を飛ばす力がある」と太鼓判を押されるほどの長打力が武器。二軍コーチの八木裕からは変化球に対応する器用なバットコントロールを評価されている。チームメイトであったクレイグ・ブラゼルとは大柄で懐の深い左打者という共通点があり、風貌も似ていることから「小ブラゼル（こぶらぜる）」と称された。ちなみに、2013年の秋季キャンプから阪神の「ゼネラルマネジャー付育成&打撃コーディネーター（DC）」として指導者生活を始めた掛布雅之からは、自身の現役時代にクリーンアップを組んだランディ・バース（森田と同じく大柄で長打力の高い左打ちの一塁手）にちなんで「小バース（こばーす）」と呼ばれている。
課題は守備面で、2011年に初めて一軍昇格した際にも、代打での出場にとどまった。その後は、ウエスタン・リーグの公式戦や練習で三塁を守る機会はあるものの、一・二軍とも指名打者を採用しない公式戦でスタメンに起用される場合には一塁手として出場することが多かった。

## 詳細情報

### 年度別打撃成績
| 年 度     | 球 団     | 試 合 | 打 席 | 打 数 | 得 点 | 安 打 | 二 塁 打 | 三 塁 打 | 本 塁 打 | 塁 打 | 打 点 | 盗 塁 | 盗 塁 死 | 犠 打 | 犠 飛 | 四 球 | 敬 遠 | 死 球 | 三 振 | 併 殺 打 | 打 率 | 出 塁 率 | 長 打 率 | O P S |
| --------- | --------- | ----- | ----- | ----- | ----- | ----- | -------- | -------- | -------- | ----- | ----- | ----- | -------- | ----- | ----- | ----- | ----- | ----- | ----- | -------- | ----- | -------- | -------- | ----- |
| 2011      | 阪神      | 20    | 34    | 32    | 2     | 8     | 3        | 1        | 1        | 16    | 5     | 0     | 0        | 0     | 1     | 1     | 0     | 0     | 8     | 0        | .250  | .265     | .500     | .765  |
| 2012      | 阪神      | 11    | 30    | 24    | 3     | 5     | 1        | 1        | 0        | 8     | 4     | 0     | 0        | 0     | 1     | 5     | 0     | 0     | 4     | 0        | .208  | .333     | .333     | .666  |
| 2013      | 阪神      | 13    | 19    | 19    | 0     | 4     | 1        | 0        | 0        | 5     | 2     | 0     | 0        | 0     | 0     | 0     | 0     | 0     | 8     | 1        | .211  | .211     | .263     | .474  |
| 通算：3年 | 通算：3年 | 44    | 83    | 75    | 5     | 17    | 5        | 2        | 1        | 29    | 11    | 0     | 0        | 0     | 2     | 6     | 0     | 0     | 20    | 1        | .227  | .277     | .387     | .664  |

### 年度別守備成績
| 年 度 | 一塁 | 一塁 | 一塁 | 一塁 | 一塁 | 一塁   |
| 年 度 | 試合 | 刺殺 | 補殺 | 失策 | 併殺 | 守備率 |
| ----- | ---- | ---- | ---- | ---- | ---- | ------ |
| 2011  | 9    | 60   | 3    | 1    | 5    | .984   |
| 2012  | 9    | 50   | 4    | 0    | 4    | 1.000  |
| 2013  | 3    | 24   | 1    | 0    | 1    | 1.000  |
| 通算  | 21   | 134  | 8    | 1    | 10   | .993   |

### 記録
- 初出場：2011年7月26日、対中日ドラゴンズ10回戦（阪神甲子園球場）、5回裏に能見篤史の代打として出場
- 初打席・初安打・初本塁打・初打点：同上、5回裏にマキシモ・ネルソンから左越2ラン ※史上51人目の初打席本塁打
- 初先発出場：2011年8月25日、対読売ジャイアンツ18回戦（東京ドーム）、7番・一塁手として先発出場

### 背番号
- 64 （2008年）
- 122 （2009年 - 2010年途中）
- 69 （2010年途中 - 2014年）

### 登場曲
- 「奇跡」COLOR（2008年）
- 「DIAMOND」EXILE（2009年 - 2011年）
- 「69Party feat. DJ MOTO a.k.a DON GRANDE」AK-69（2012年）
- 「ズッコケ男道」関ジャニ∞（2013年 - 2014年）